# Seymour Drescher
Seymour Drescher (nacido en 1934) es un historiador estadounidense y profesor de la Universidad de Pittsburgh, conocido por sus estudios sobre Alexis de Tocqueville y la esclavitud y su obra Econocide.

## Carrera
Seymour Drescher publica desde 1959. Inicialmente centró su investigación en Tocqueville. Fue el primero en llamar la atención de los académicos hacia las opiniones de Tocqueville sobre los problemas de la pobreza, la esclavitud colonial y la raza. De su trabajo en este campo, el estudioso de Tocqueville, Matthew Mancini, llama a Seymour Drescher "posiblemente el mejor erudito de Tocqueville que escribe en inglés..."
Los estudios históricos más recientes de Drescher se han centrado principalmente en la historia de la esclavitud y la abolición en el mundo atlántico. Su libro Econocide estableció un contraargumento convincente a la tesis de Eric Williams de que la abolición se produjo en parte debido al declive económico de las Indias Occidentales Británicas (BWI) después de 1775. Drescher, en cambio, afirma que el sistema basado en la esclavitud que sustentaba la economía de las BWI siguió siendo rentable antes de 1815 y que la abolición en realidad causó el declive y no al revés. Ha habido mucho debate entre los historiadores sobre este tema. 

## Premios
- 2003 – Premio Frederick Douglass [8]

## Trabajos seleccionados
- Econocidio: la esclavitud británica en la era de la abolición, Pittsburgh, University of Pittsburgh Press, 1977 [9]
- Capitalismo y antiesclavitud: movilización británica en perspectiva comparada, Nueva York, Oxford University Press, 1987
- De la esclavitud a la libertad: estudios comparados sobre el ascenso y la caída de la esclavitud en el Atlántico, Nueva York, New York University Press, 1999
- El poderoso experimento: trabajo libre versus esclavitud en la emancipación británica, Cambridge, Cambridge University Press, 2002
- Abolición: una historia de la esclavitud y la lucha contra la esclavitud, Nueva York, Cambridge University Press, 2009, ISBN 978-0-521-60085-9 e ISBN 978-0-521-84102-3

## Vida
Seymour Drescher nació en 1934 en el Bronx, Nueva York, de padres judíos polacos. Drescher se mudó a Pittsburgh en 1962 con su esposa, Ruth Drescher.